# Okenia quadricornis
Okenia quadricornis är en snäckart som först beskrevs av Montagu 1815.  Okenia quadricornis ingår i släktet Okenia och familjen Goniodorididae. Inga underarter finns listade i Catalogue of Life.